# 카이훼케아
카이훼케아(Kaiwhekea)는 백악기 후기 현재의 뉴질랜드 지역에서 살았던 수장룡이다.

## 발견의 역사

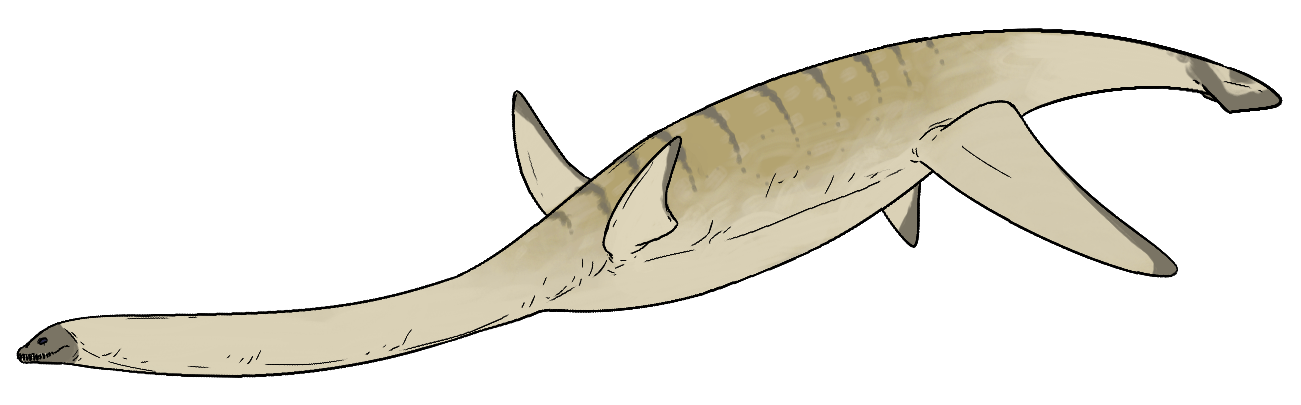
카이훼케아의 복원도

카이훼케아의 화석은 1983년 아마추어 화석 수집가인 게리 레이퍼(Gary Raper)가 오타고 샤그 포인트(Shag Point) 절벽 기슭에서 발견했고, 후에 오타고 대학 지질학과 팀에 의해 회수되었다.
해당 화석은 길이가 6.5 ~ 7 미터 (21 ~ 23 ft)이고 무게가 약 10톤에 달하는 대형 응결체에 둘러싸여 있었으며, 골격 상태는 너무 약해서 복원하기 어려운 상태였다. 그러나 복원 작업은 현재 거의 완성되었고, 현재 뉴질랜드 오타고 박물관에 전시되어 있다.